# Китой (станция)
Китой — станция Восточно-Сибирской железной дороги, находящаяся на Транссибирской магистрали в Ангарском районе Иркутской области, на территории Ангарска. Относится к Иркутскому региону Восточно-Сибирской железной дороги. Находится на 5139 километре Транссиба.